# Krain

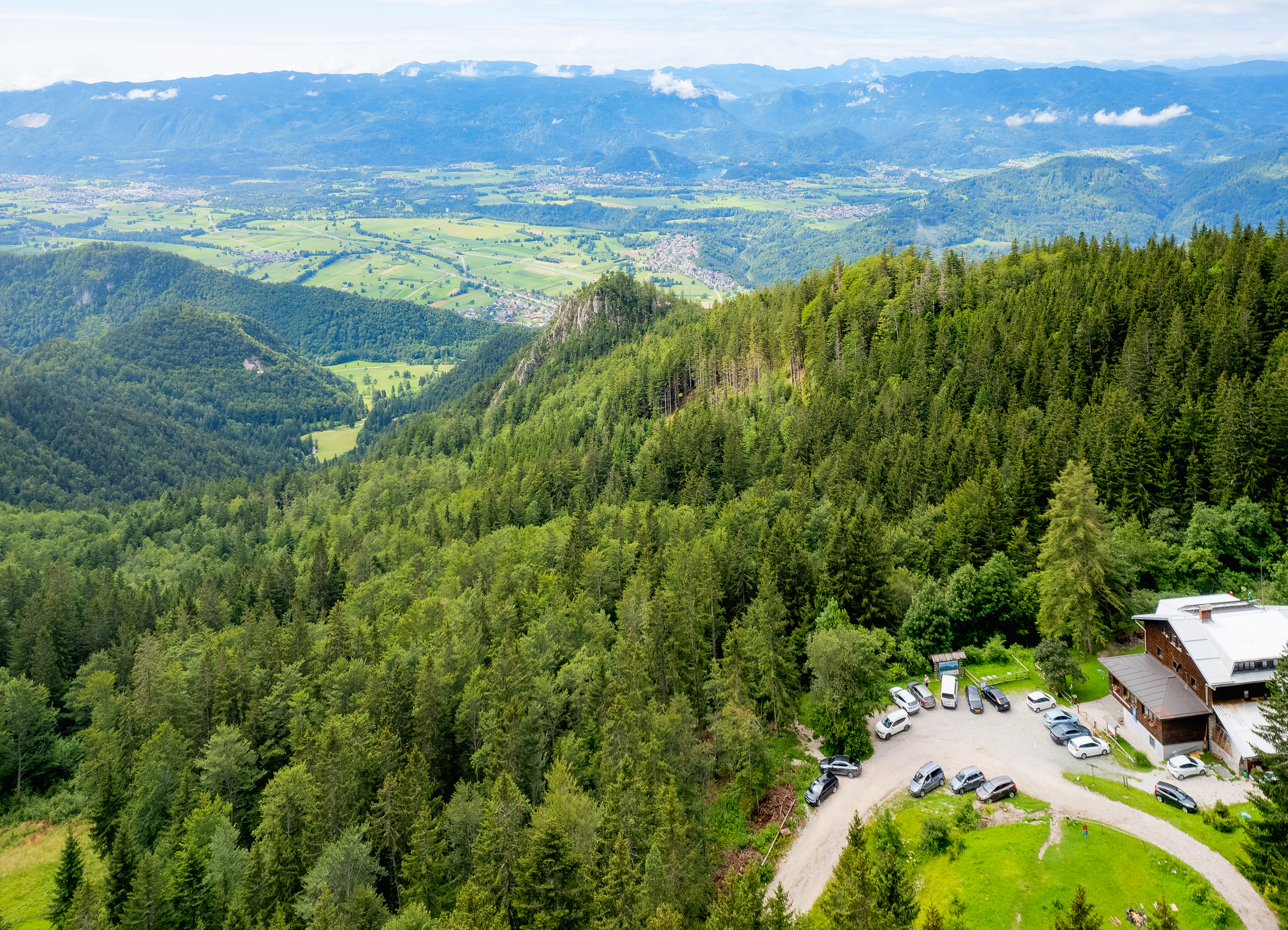
Sydlig drönarvy från Karawankerna i Övre Krain.

De röda områdena (2x) utgör tillsammans Krain. Alla de färgade områdena tillsammans utgör Slovenien.

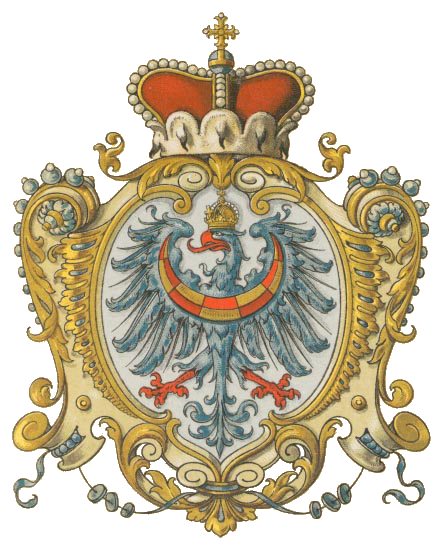
Hertigarna av Krains vapen till 1918.

Krain (slovenska: Kranjska; tyska: Krain) är en historisk region i Slovenien. Åren 1849–1918 var det ett österrikiskt kronland.
Krain var under romartiden en del av Pannonien och Romerska rikets tionde kärnregion X Regio Venetia et Histria. Namnet Krain förekommer först efter den slovenska invandringen på 500-talet, och kommer från ordet kraina, gränsland. Slovenerna underkuvades därefter periodvis av avarerna. Sedan dessa slutligen förjagats med hjälp av bayerska styrkor, knöts Krain runt 750 till Bayern, 768 till Frankerriket, införlivades med markgrevskapet Fruili och blev 973 eget markgrevskap, Craina marcha.
Krain var fram till österrikisk-ungerska monarkins upplösning 1918 ett hertigdöme (Vojvodstvo Kranjsko/Herzogtum Krain). Österrike var i besittning av området från 1335 till 1918 – förutom perioden 1809–1813, då Krain var en del av Illyriska provinserna i Napoleons kejsardöme. Tyskan var förvaltnings- och utbildningsspråk. Allmogen talade i vardagssituationer övervägande slovenska (tyska i vissa områden), medan landets styrande klass övervägande var tyskspråkig ända sedan 900-talet. Provinshuvudstad var Laibach (tyska namnet för det slovenska Luwigana, numera stavat Ljubljana). Hertigdömet upplöstes 1918, då huvuddelen tillföll Serbernas, kroaternas och slovenernas kungarike (sedermera Jugoslavien) och en mindre del Italien. År 1941 tillföll större delen av landet Italien, 1945 återgick det till Jugoslavien och sedan 1991 tillhör det Slovenien.